# Чарты GfK Entertainment
Чарты GfK Entertainment — еженедельные музыкальные хит-парады в Германии, составляемые компанией GfK Entertainment. Наряду с чартами Топ-100 синглов и альбомов, составляются чарты для других носителей, а также отдельные хит-парады для музыкальных произведений в альтернативных жанрах.
История чартов началась в конце 1953 года, когда американский продюсер Jukebox стал публиковаться в ФРГ. В современном виде хит-парады синглов и альбомов существуют с 1977 года.
Немецкая певица Лена Майер-Ландрут, выигравшая Евровидение-2010, установила своеобразный рекорд, заняв одновременно три позиции в горячей пятёрке синглов с песнями «Satellite» (№ 1), «Bee» (№ 3) и «Love Me» (№ 4).
Чарты, в которых представлены цифровые загрузки, существуют с сентября 2004 года; в них содержится 100 позиций для синглов и 20 — для альбомов.
На 2010 год среди синглов доля цифрового скачивания доходит до 85 %, но альбомы пока предпочитают приобретать на дисках — «цифра» занимает лишь 21 %.